# Malacoctenus polyporosus
Malacoctenus polyporosus is een straalvinnige vissensoort uit de familie van de slijmvissen (Labrisomidae). De wetenschappelijke naam van de soort is voor het eerst geldig gepubliceerd in 1959 door Springer.